# Adolf Heyden
Adolf Heyden (* 15. Juli 1838 in Krefeld; † 11. Juni 1902 in Berlin) war ein deutscher Architekt. Mit Walter Kyllmann hatte eine Architektengemeinschaft gegründet (Büro Kyllmann und Heyden), die im ausgehenden 19. Jahrhundert in Berlin größere Bauten verwirklichen konnte. Zu den bekanntesten Bauten dieser Architektengemeinschaft gehörte die Kaisergalerie in Berlin.

## Ausbildung
Adolf Heyden besuchte in Krefeld und Gütersloh die Schule, wechselte später auf das Gymnasium in Düsseldorf und absolvierte schließlich die Provinzial-Gewerbeschule in Krefeld. 1857 ging er nach Berlin, und begann das Studium an der Berliner Bauakademie, wo Friedrich August Stüler sein Lehrer und Gönner wurde. Auf dessen Vermittlung war ihm bereits im Jahr 1859 die selbstständige Leitung der Restaurierungsarbeiten am Herforder Münster übertragen worden. Nach Beendigung dieser Arbeiten kehrte Heyden Anfang 1861 nach Berlin zurück, gewann 1863 den Schinkelpreis, der ihm eine Studienreise ermöglichte, die ihn ab April 1863 nach Paris, Nord- und Südfrankreich sowie Italien führte.

## Arbeit als Architekt
Zurück in Berlin ließ sich Adolf Heyden ab 1865 als freier Architekt nieder. Er erhielt in dieser Zeit eine Reihe von öffentlichen und privaten Aufträgen für Projekte in Berlin und anderen deutschen Orten. Ab 1867 arbeitete Adolf Heyden mit Walter Kyllmann zusammen und gründete mit ihm am 1. Januar 1868 ein gemeinsames Atelier. Das Architekturbüro Kyllmann und Heyden entwickelte bald eine umfangreiche Bautätigkeit in Berlin und in weiteren Städten Deutschlands. Im Stil der Neorenaissance entwarfen die beiden Architekten u. a. Schlösser, Privathäuser und Villen, die Postgebäude in Breslau und Rostock, die Johanneskirche in Düsseldorf sowie Ausstellungsbauten. Eines der größten Projekte war die Errichtung der 1873 eingeweihten, äußerst populären Kaisergalerie in der Friedrichstraße in Berlin. Darüber hinaus gehen die Planungen für die Wäscherei Spindler in Berlin-Spindlersfeld zum größten Teil auf das Architektenduo Kyllmann und Heyden zurück. Eine der Straßen um das heute unter Denkmalschutz stehenden Hauptgebäudes trägt seit dem Jahr 2019 den Namen Adolf-Heyden-Straße.

## Arbeit als Künstler

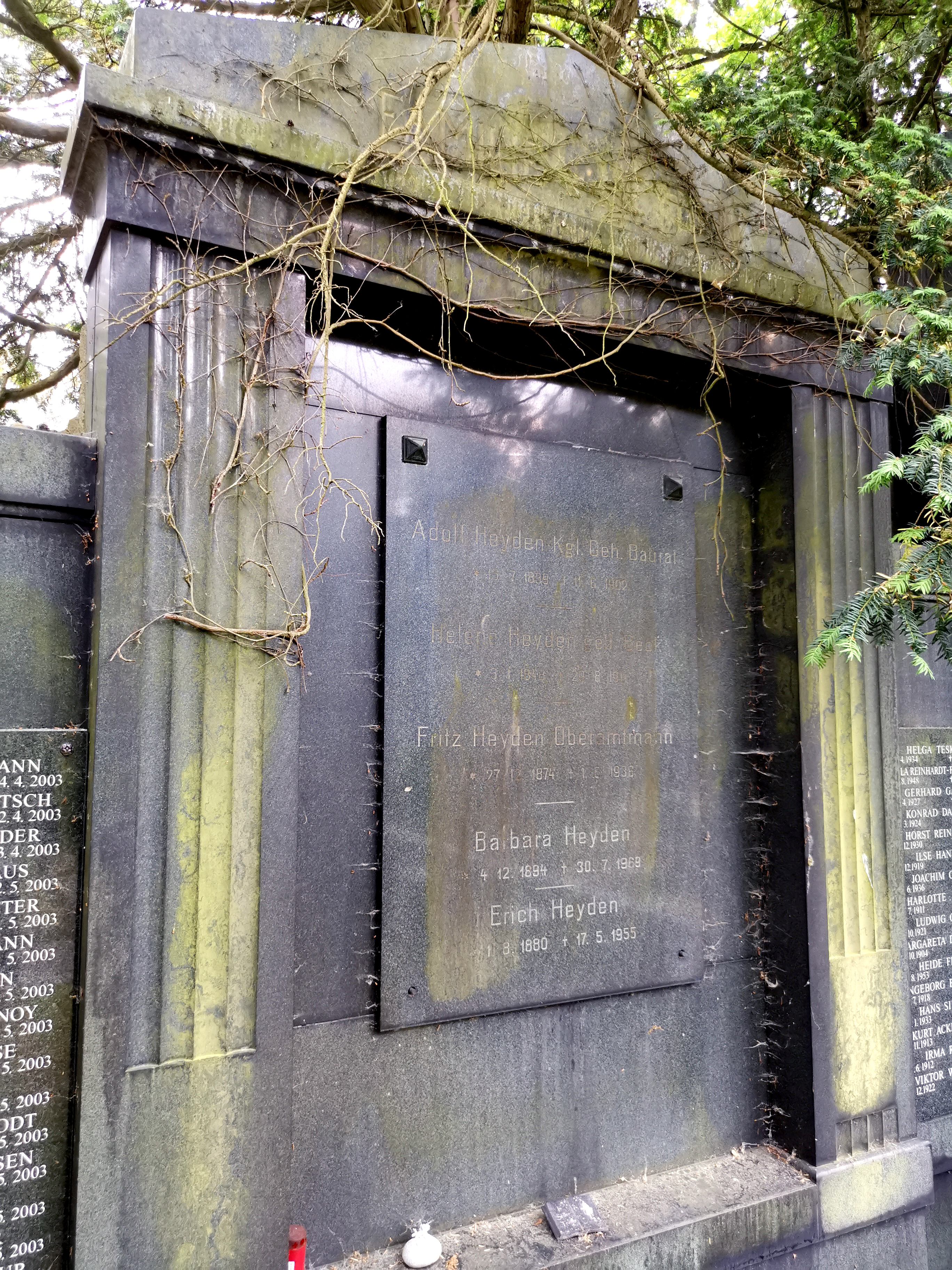
Familiengrab Heyden (Südmauer, D Gitter)

Daneben fertigte Adolf Heyden auch zahlreiche Entwürfe für kunstgewerbliche Arbeiten an, dazu gehörte z. B. ein dem Prinzen Wilhelm von den preußischen Städten zu seiner Vermählung am 27. Februar 1881 geschenktes Tafelsilber.
Ab 1879 war Adolf Heyden Mitglied der Preußischen Akademie der Künste in Berlin, und ab 1881 gehörte er deren Senat an. Im Jahr 1902 erhielt er am Tage des Kaisergeburtstags (28. Januar) den Ehrentitel Geheimer Baurat.

## Tod und Grabstätte
Adolf Heyden starb 1902 im Alter von 63 Jahren in Berlin. Sein Grab befindet sich auf dem Kaiser-Wilhelm-Gedächtnis-Friedhof in Berlin-Westend. Die Wirkung der in Diabas gearbeiteten Grabanlage wird dominiert von einer Pfeiler-Ädikula. Das von einer Pfosten-Eisenketten-Kombination eingefasste Grabfeld hat inzwischen eine Neuverwendung für die Bestattung von Urnen gefunden.

## Bauten und Entwürfe
siehe Walter Kyllmann